# Neosprucea paterna
Neosprucea paterna är en videväxtart som beskrevs av M.H.Alford. Neosprucea paterna ingår i släktet Neosprucea och familjen videväxter. Inga underarter finns listade i Catalogue of Life.